# 天津市环湖医院
天津市环湖医院，又名天津市脑系科中心医院、南开大学附属环湖医院、天津大学环湖医院，位于中华人民共和国天津市津南区吉兆路6号。天津市环湖医院的前身是1981年9月25日开始筹建的天津市体院北医院。1985年5月18日，天津市教育委员会下发为《天津市体院北建院筹备工作座谈会纪要》，明确该院以神经外科为办院方向。1986年4月21日，医院正式定名为“天津市环湖医院”。

## 合作办学
2017年10月16日，天津市环湖医院与南开大学签署合作协议，挂牌“南开大学附属环湖医院”。2018年12月8日，天津市环湖医院与天津大学签订联合办学协议，挂牌“天津大学环湖医院”名称。